# Antonio Acuña Carballar
Antonio Acuña Carballar (Castilblanco de los Arroyos, 28 de junio de 1901-Córdoba, 28 de julio de 1936) fue un político socialista español, ejecutado víctima de la represión franquista.
Elegido diputado a Cortes por el Partido Socialista Obrero Español (PSOE) en la circunscripción de Melilla en las elecciones de 1931, las primeras de la Segunda República, fue reelegido por la provincia de Málaga en las de 1933 y 1936.
Fue detenido en la madrugada del 18 de julio de 1936 tras el golpe de Estado que dio lugar a la Guerra Civil, mientras viajaba de Madrid a Málaga en tren en compañía de otro diputado, Luis Dorado Luque. Fueron conducidos al Cuartel de San Rafael de Córdoba, donde también se encontraban detenidos otros dos diputados: Bautista Garcés Granell y Antonio Bujalance López, además del periodista y exdiputado Joaquín García-Hidalgo. Garces y Acuña fueron fusilados en la noche del día 28 de julio; Bujalance y Dorado lo fueron en la madrugada siguiente. El mismo día 28 había fallecido por coma diabético, según la versión oficial, García-Hidalgo.